# Гласиначка колица
Гласиначка колица су значајан музејски експонат пронађен 1880. год. на локалитету Гласинац – Бјелосављевићи у Сокоцу. Чувају се у Природно - историјском музеју у Бечу, а једна реплика предата се налази у Земаљском музеју у Сарајеву. 

## Проналазак
Гласиначка висораван је од 19. вијека истраживачко подручје аматерских истраживања појединаца, која су убрзана са аустроугарским присуством у Босни. Приликом изградње пута Сарајево – Рогатица Вишеград и прекопавања Романије, 1880. су пронађена чувена колица заједно са другим предметима који доказују постојање културе бронзаног и жељезног доба на овом поднебљу. 
У периоду између 1878. и 1888. године, прије службеног оснивања Земаљског музеја Босне и Херцеговине у Сарајеву, неколико стотина археолошких налаза случајно откривених на праисторијским локалитетима Босне и Херцеговине нашли су се у аустријском посредовању у збиркама Naruthistorisches Museum у Бечу, Археолошког музеја у Загребу, Археолошког музеја у Сплиту, као и у збиркама фрањевачких самостана у Босни и Херцеговини. Међу њима су гласиначка бронзана култна колица из старијег жељезног доба.
Реплика култних колица, 2016. године свечано је предата Земаљском музеју Босне и Херцеговине. 

## Изглед и намјена
Kолицима овога типа са представама птица водарица атрибуира се ритуална намјена, а повезују се обично с култом Сунца. И по мотиву и по стилу она се ослањају на традицију претходног-касног бронзаног доба када су птице водарице доминантан симбол културе поља са жарама. Вјероватно су култна колица начињена на подручју гласиначке висоравни, а извјесни детаљи указују на сличност и са колицима у Подунављу и Kарпатској котлини. Мотив птица водарица кроз представе фигурина или протома су честе од самог почетка жељезног доба, те их сусрећемо и на предметима ритуалне намјене, керамичким и бронзаним посудама, украсним предметима и дијеловима ношње као важан религијски симбол.